# Угловая Арсенальная башня
Углова́я Арсена́льная ба́шня (также Больша́я Арсена́льная, Соба́кина) — самая северная и наиболее массивная башня Московского Кремля.
Башня построена в 1492 году итальянским архитектором Пьетро Антонио Солари, и завершала оборонную линию со стороны Красной площади и контролировала переправу через реку Неглинную к Торгу. В конце XVII века сооружение получило архитектурное завершение в виде восьмигранного шатра с ажурным шатриком и флюгером. Имеет 16 граней и стены толщиной 4 метра. Наряду с другими кремлёвскими постройками башня пострадала во время Отечественной войны 1812 года, после чего была восстановлена архитектором Осипом Бове. С тех пор Угловая Арсенальная башня много раз реставрировалась.

## Происхождение названия

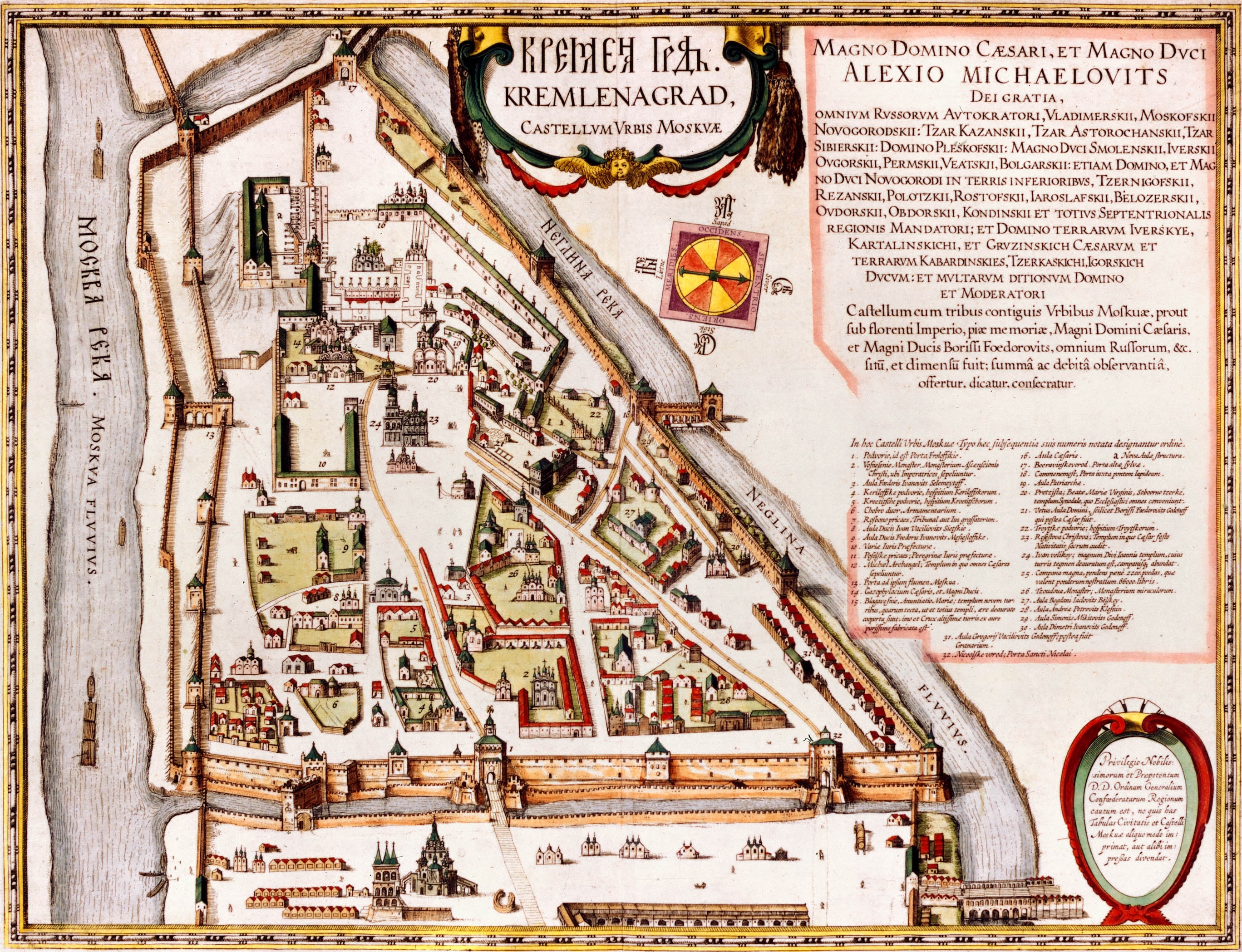
Карта Москвы «Кремленаград» на латыни из атласа 1663 года

Названия кремлёвских башен не раз менялись в зависимости от функций и окружающего их ансамбля. С конца XV века на протяжении трёх веков Угловая Арсенальная башня именовалась Собакиной. По наиболее распространённой версии, она получила своё имя от близлежащего двора бояр Собакиных. Согласно другой трактовке, название могло перейти к башне от предшествовавших белокаменных укреплений XIV века, которые носили имя одного из строителей — Ивана Собаки. Другие башни также могли получить имена бояр — Фёдора Свибло и Фёдора Беклемишева. Современное название башня получила после строительства в начале XVIII века здания Арсенала. Существовали и альтернативные названия: в «Обозрении Москвы» историка Алексея Малиновского постройка называется просто «высокой краеугольной башней». В XIX веке башня иногда именовалась Неглиненской.

## История

### XV—XVI века

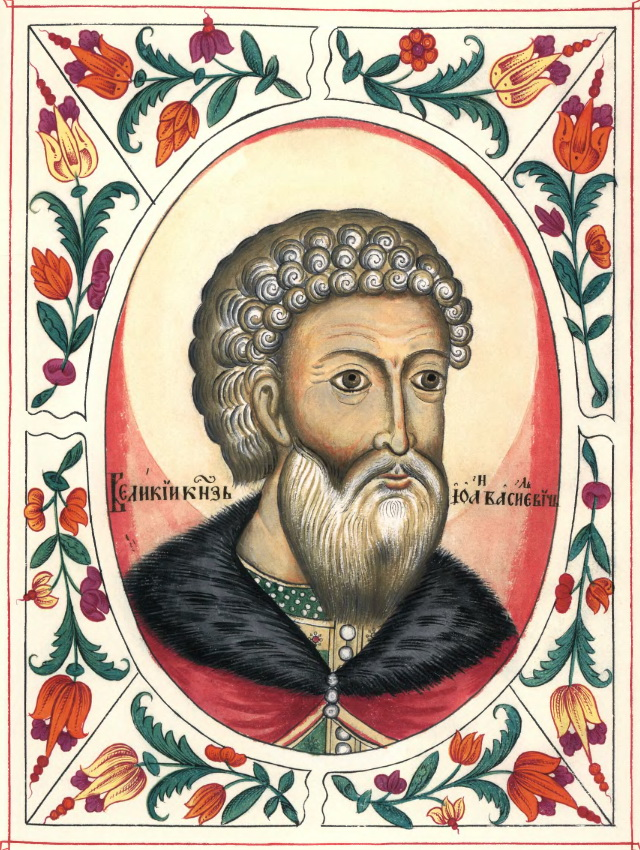
Портрет царя Ивана III из «Царского титулярника» XVII века

К концу XV века белокаменные оборонительные сооружения Кремля обветшали, и по приказу Ивана III их начали перестраивать в кирпич. Как полагают некоторые исследователи, возведение новых укреплений несущественно изменило общую планировку Кремля, но увеличило его территорию на северо-восток. С расширением крепости в её состав был включён родник, на котором построили мощную угловую башню. В письменных источниках сохранились данные о строительстве проездных и угловых кремлёвских башен. Известно, что в 1492 году итальянский архитектор Пьетро Антонио Солари поставил «стрелницу новую над Неглимною с тайником» — имеется в виду Собакина башня с внутренним колодцем.
Башня возводилась по фортификационным правилам XV века и была самостоятельным крепостным сооружением, способным держать оборону, даже если другие части стены заняты противником. Будучи угловой, Собакина башня являлась самой мощной и неприступной в ансамбле Кремля: толщина её стен достигает 4 метров. На верхние этажи стрельницы можно было попасть лишь с помощью приставных лестниц через узкое сквозное отверстие в своде. При атаке лестницу можно было втянуть наверх и скрыться через тайный подземный ход. Все башни Кремля, кроме угловых и воротных, имели специальный сквозной проход. На северо-западной стороне, между Троицкой и Собакиной башнями был также устроен такой проход.
Собакина башня играла особую роль среди кремлёвских оборонительных сооружений. Её основной функцией была оборона переправы по Неглинной к Торгу, располагавшемуся на Красной площади. Шестнадцатигранная основа башни была построена на глубоком фундаменте, где скрывался родник-колодец, который должен был обеспечить крепость водой на случай осады. Башня была оборудована машикулями, выступавшими за пределы основного объёма, и завершалась зубцами в виде ласточкиных хвостов, в XVII веке заменёнными парапетом с ширинками. В верхней части башни находился деревянный шатёр с дозорной вышкой. Долгое время массивная башня была архитектурной доминантой северной стороны стены и выделялась на фоне окружающего городского пейзажа.
Постройка имела семь или восемь ярусов бойниц, оконные проёмы которых были выполнены в форме раструба так, что человек мог стоять с внутренней стороны в полный рост. Пол каждого из таких ярусов был ранее устлан досками и брёвнами, впоследствии их сменили бетон и железо.
В XV—XVI веках к башне была пристроена дополнительная стена, огибавшая её полукругом. В то же время Китайгородская стена соединялась с кремлёвской у Собакиной башни.
Круглая форма башни предназначалась для круговой обороны и была рассчитана на ведение фронтального и фланкирующего огня. Для обзора и обстрела пространства перед крепостью периметр основания башни был вынесен за границы стены. Как и другие крепостные сооружения, Собакина башня имела сходство с итальянскими оборонительными сооружениями, например в Милане и Бризигелле.

### Колодец
Собакина башня выполняла не только оборонительные функции, но также обеспечивала гарнизон крепости водой в случае осады. Первоначально колодцы были вырыты во всех угловых башнях Кремля, однако до настоящего времени сохранился лишь один в Угловой Арсенальной. Этот колодец также называют самым старым в Москве. Раскопки и летописные источники свидетельствуют о том, что в башне были вырыты подземные галереи, которые отходили от родникового колодца и обеспечивали крепость водой. Некоторые авторы называют эту систему самотечным водопроводом.
Под руководством Солари внутри башни выложена узкая каменная лестница, позволявшая спускаться к колодцу по одному человеку в полный рост. Историк Сергей Бартенев писал: «Гениальный зодчий заключил родник, необыкновенной обильный водою, сохранивший свою мощь и до наших дней». Существует легенда, что Солари, выпив воды из этого родника, простудился и умер.
В 1894 году группа археолога князя Николайя Щербатова исследовала подземный ход и колодец. Чтобы измерить мощность источника, рабочие в течение суток откачивали воду насосами, но осушить колодец так и не удалось. По данным Бартенева, вода прибывала «каждые пять минут на 2 с половиной вершка», то есть её постоянный приток составлял 10-15 литров в секунду. Исследования грунта около колодца показали, что при постройке Арсенала источник хотели засыпать землёй, а фундамент здания преградил путь стоку воды к Москве-реке. Вода преодолела земляную преграду, а также вылилась за пределы устроенного позже соснового сруба. По предположению Бартенева, до строительства Арсенала и сруба вода могла заполнять все подземное пространство башни. Ранее от башни к реке Неглинной шёл тайный ход, который потом заложили. На данный момент от родника устроен каменный жёлоб, по которому вода стекает в собранную в коллектор Неглинную. Колодцем никто не пользуется, и вода в нём не подвергается очистке, однако самый старинный кремлёвский колодец остаётся одной из тайных достопримечательностей крепости.

### XVII век

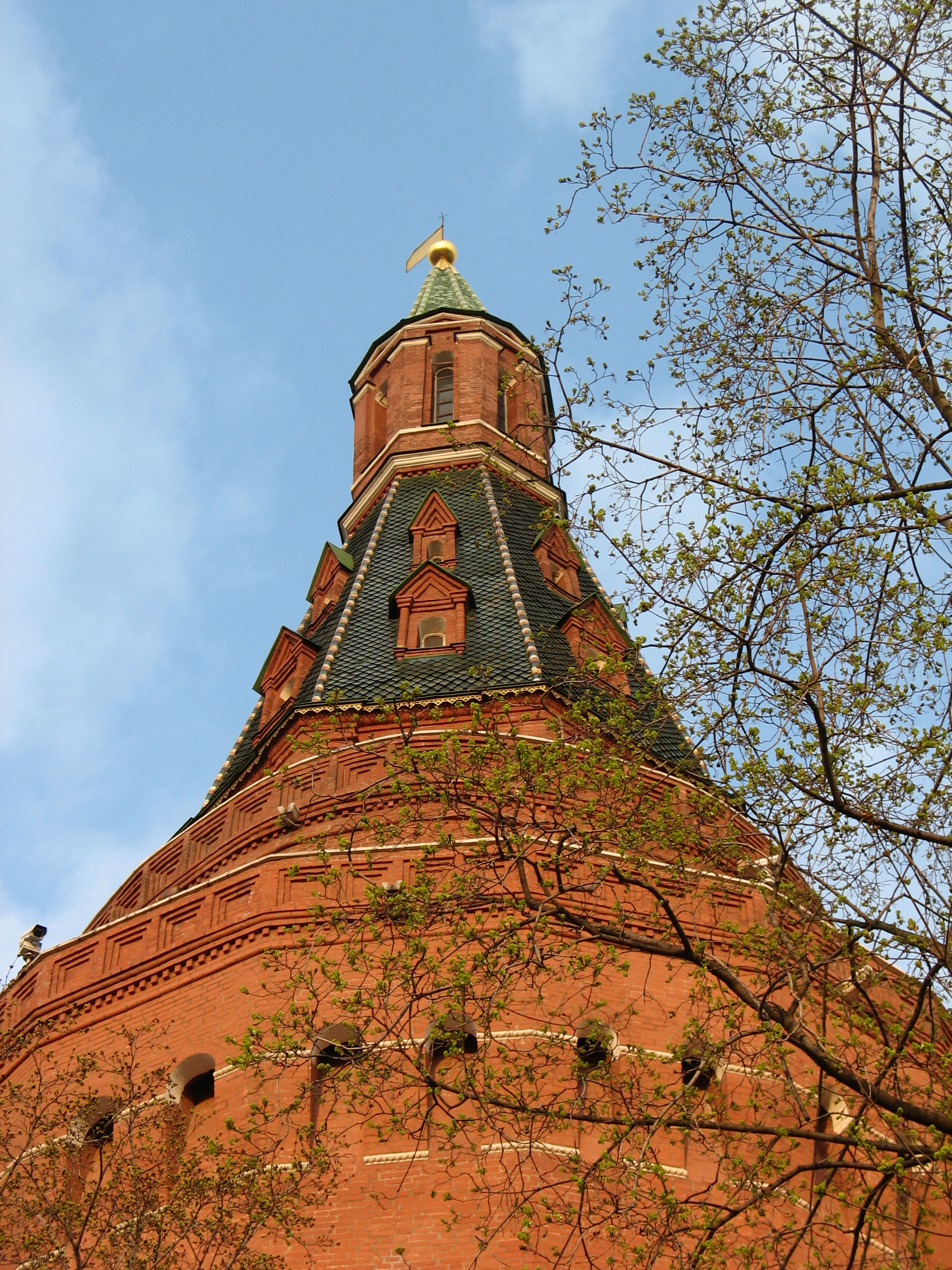
Верхняя часть башни, надстроенная во время модернизации в конце XVII века

Собакина башня отличалась прочностью и устойчивостью и к середине XVII века не нуждались в серьёзном ремонте. Описи за 1646 и 1667 годы не указывают на серьёзные повреждения, за исключением разрушений прясел прилегающих стен: «А наугольная глухая Собакина башня цела, и мост в ней дощатой цел же. А от той наугольной башни из города стена разселась до подошвы, и кирпичье многое выпадало».
В 1672—1686 годах (по другим данным, в 1692 году) Собакина, наряду с другими кремлёвскими башнями, была перестроена. Деревянная скатная крыша была заменена восьмигранным шатром на ступенчатом основании. Завершением башни служил ажурный восьмерик с шатриком и флюгером. Поскольку в конце XVII века крепость перестала выполнять оборонительные функции, машикули были заложены изнутри кирпичом. В настоящее время их можно увидеть снаружи в нижней части сооружения. Помимо прочего, башню украсили типовым кирпичным парапетом с ширинками. Вероятнее всего, в те же годы тайный ход к реке и бойницы заложили при устройстве расширяющегося книзу цоколя, приложенного полукругом к первоначальной стене. Всхода с земли на крепостную стену у Собакиной башни не было.

### XVIII век

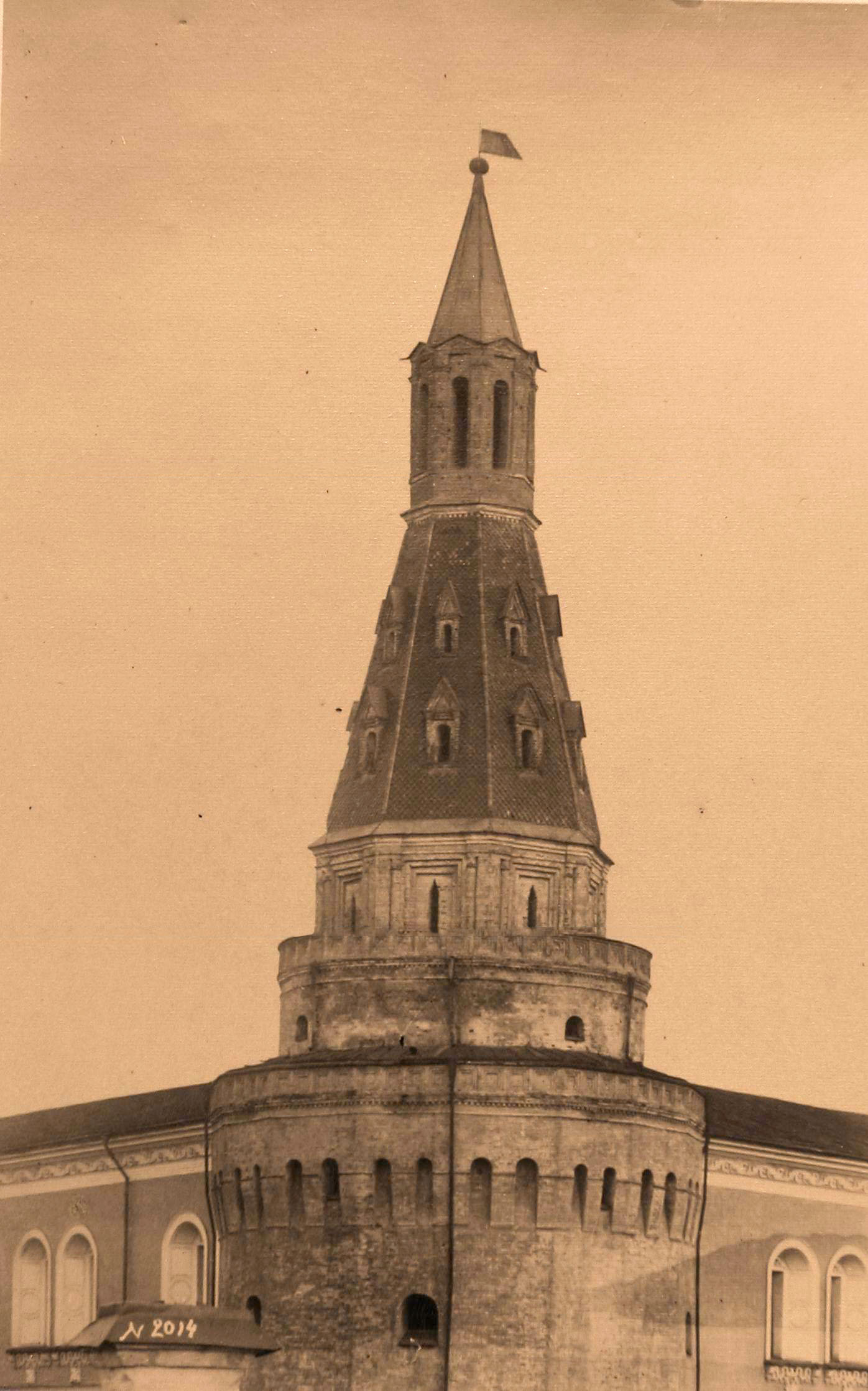
Вид верхней части Арсенальной Угловой башни, фото XIX века

В разгар Северной войны, опасаясь нападения шведских войск на Москву, Пётр I приказал укрепить и подготовить кремлёвские башни к обороне. В 1707-м начался ремонт и укрепление Собакиной башни: пять ярусов незаложенных бойниц были расширены для установки новой артиллерии. У подножия башен со стороны Неглинной насыпали земляные валы и построили пять болверков. Перед Собакиной башней был возведён Воскресенский бастион, получивший название от одноимённых ворот.
В 1713 году столицу перенесли в Санкт-Петербург, а угроза нападения войск Карла XII на Москву миновала. Кремлёвские крепостные сооружения перестали играть важную роль, и прежние укрепления оказались заброшенными. В конце XVIII века, в правление Павла I, петровские бастионы попытались восстановить, что способствовало превращению реки Неглинной в болото.

#### Арсенал

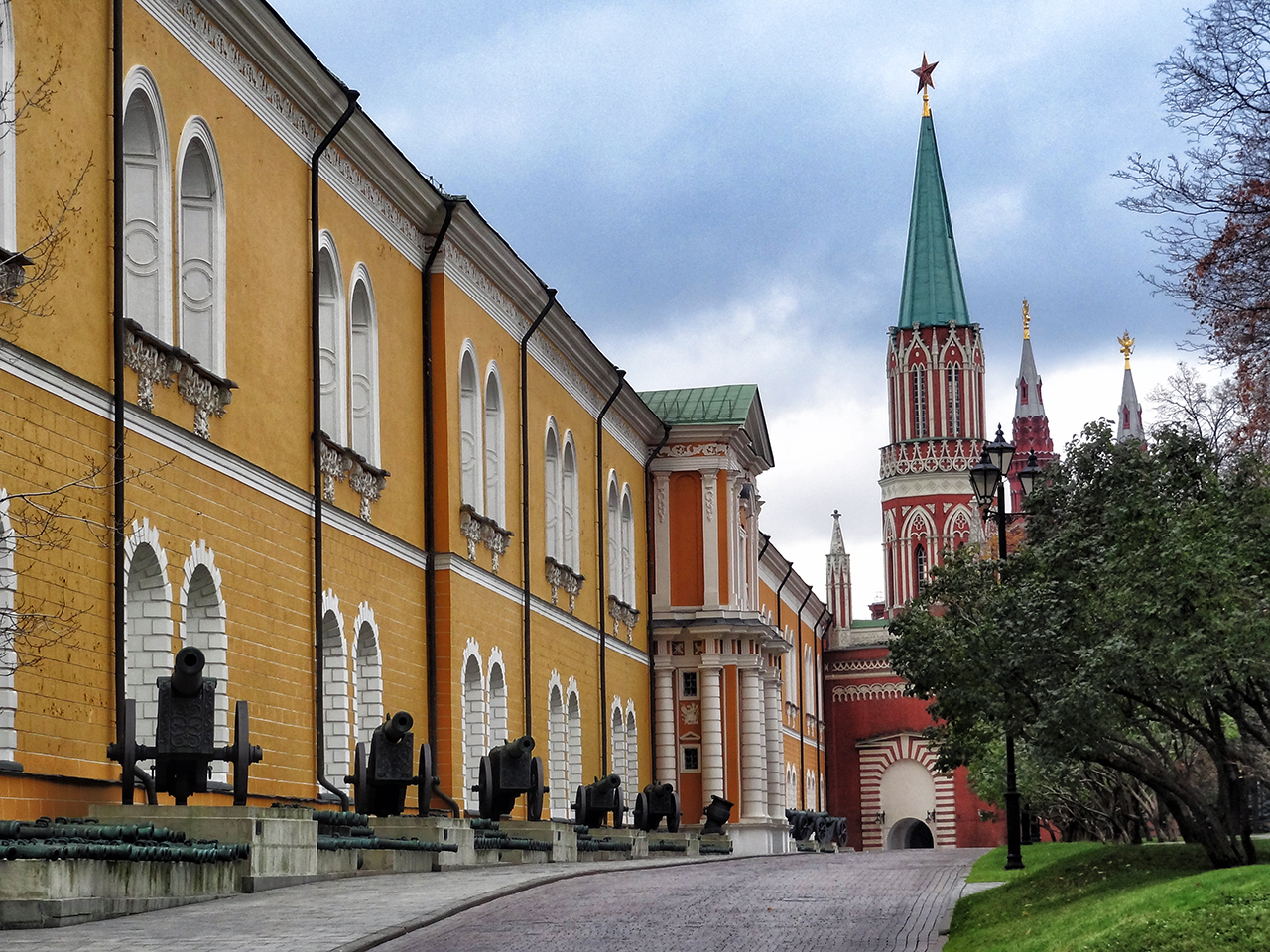
Арсенал Московского Кремля, фотография 2013 года

В 1701 году по приказу Петра I в Кремле началось строительство Оружейного дома — Арсенала, давшего современное название Средней и Угловой Арсенальным башням. С возведением Арсенала территория между Никольской и Троицкой башнями лишилась старых домов и остатков каменных строений.

### XIX век

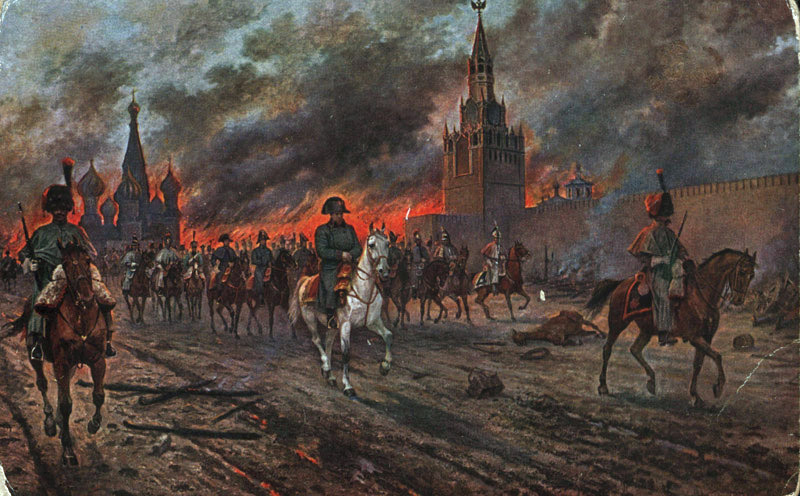
Наполеон покидает горящую Москву, картина Виктора Мазуровского, XIX век

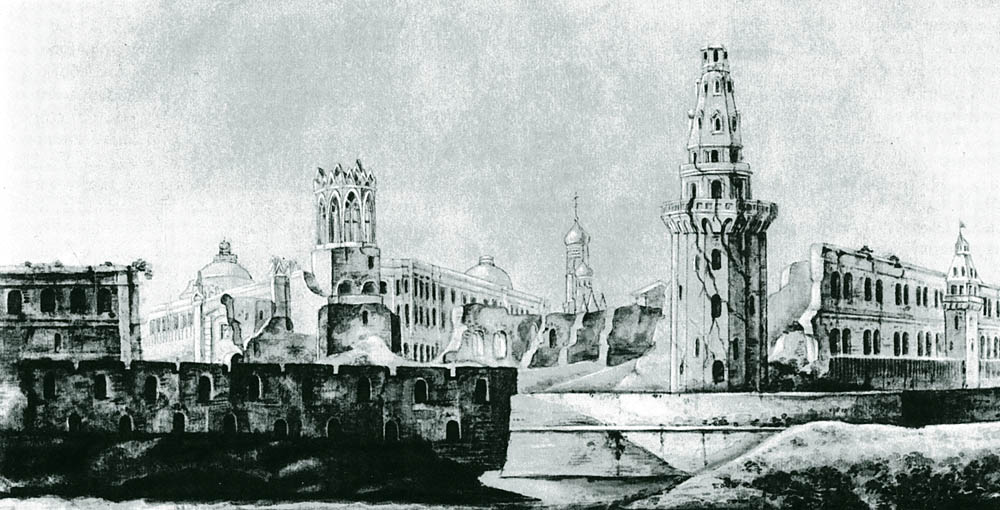
Разрушение Кремля в 1812 году. Никольская башня, руины Арсенала, Арсенальная башня. Рисунок А. Бакарева, XIX век

Во время оккупации Москвы французскими войсками в 1812 году многие кремлёвские постройки пострадали. Покидая столицу, Наполеон отдал приказ заминировать Кремль, в результате чего была взорвана северо-восточная часть Арсенала, уничтожена Водовзводная и частично разрушены Никольская, 1-я Безымянная и Петровская башни. При взрыве Оружейного дома пострадала соседняя Угловая Арсенальная башня — в её стенах появились глубокие трещины, взрывной волной были снесены верхний шатёр и дозорная вышка. Помимо этого, были разрушены прясла между Угловой Арсенальной и Никольской башнями и часть кремлёвской стены в направлении Средней Арсенальной башни. По воспоминаниям очевидца того времени, между Угловой Арсенальной башней и Троицкими воротами он увидел «текущую беловато-серую, волнующуюся массу, которая в виде водопада с необыкновенным шумом низвергалась в бывший в то время ров».

#### Реставрации
После ухода французских войск из Москвы возник вопрос о восстановлении кремлёвских крепостных сооружений. Специалисты Экспедиции кремлёвских строений, стремясь наиболее экономно распорядиться выделенными на ремонт средствами, высказывались за реконструкцию башен в том виде, в котором они были до разрушения. Толщину стен при этом планировалось уменьшить. Архитектор Осип Бове, напротив, предлагал сохранить стены в прежнем виде, а повреждённые башни возвести заново. Несмотря на то что проект Бове приняли за основу, Угловую Арсенальную башню было решено не строить заново, а ремонтировать. В 1817—1818 годах сооружение восстановили в формах конца XVII века. В фондах Музеев Московского Кремля сохранился чертёж башни, сделанный во время реставрационных работ.
В 1821 году архитектор Иван Мироновский выполнил опись башни и прилегающих к ней стен. В этом же году часть северо-западной кремлёвской стены была восстановлена в связи с организацией Александровского сада. В 1829-м зодчий вновь отреставрировал стену, а через несколько лет был произведён ремонт и самой Угловой Арсенальной башни. В 1837 году ремонтным работам подверглась каменная лестница. Ещё через два года инженерами был представлен проект водопровода из Воскресенского водоразборного фонтана в Большой Кремлёвский дворец.
Следующая реставрация башни прошла в первой половине 1870-х годов под руководством архитектора Николая Шохина. Вскоре после этого вновь были обнаружены осыпавшаяся кирпичная кладка и новые стенные трещины. В 1880-х годах архитектор Н. П. Смирнов заложил кирпичом наружные двери и отремонтировал кладку. В конце XIX века справа от башни располагалась полуразрушенная чугунная решётка с золочёными украшениями, которая отделяла от неё Александровский сад.

#### Архив
В 1894 году в башне вновь провели ремонт и внутреннюю перепланировку, в результате чего она была приспособлена под размещение отдела Московского губернского архива. Вдоль стен со внутренней стороны были установлены полки и платформы, которые разделили башню на несколько этажей. Согласно сохранившемуся чертежу 1899 года в середине башни располагалась винтовая чугунная лестница. Среди исследователей существуют различные мнения о расположении архива в крепостной башне. Историк Бартенев полагал, что вода в колодце не создавала в башне сырости, которая бы причиняла существенный вред листам архивных дел. По мнению других исследователей, башня не подходила под размещение архива:
«Нужно видеть эти горы дел, какими заполнена башня, нужно потолкаться по улицам и закоулкам этого многоэтажного, бумажного города, чтобы понять весь поистине египетский труд, какой выпадает на долю тружеников архивариусов, обречённых судьбой в холоде, сырости и темноте проводить дни, недели, годы, чтобы выйти отсюда непременно больным на всю жизнь».
В то же время в башне был устроен новый вход со стороны Исторического музея. В 1905 году его заделали и восстановили исторический вход со стены. Позже, когда археологи искали библиотеку Ивана Грозного, под Угловой Арсенальной башней был обнаружен сводчатый зал высотой порядка двух метров с ровным кирпичным полом. Сохранились сведения также о тайных внутристенных проходах и подземных ходах башни.

### XX век

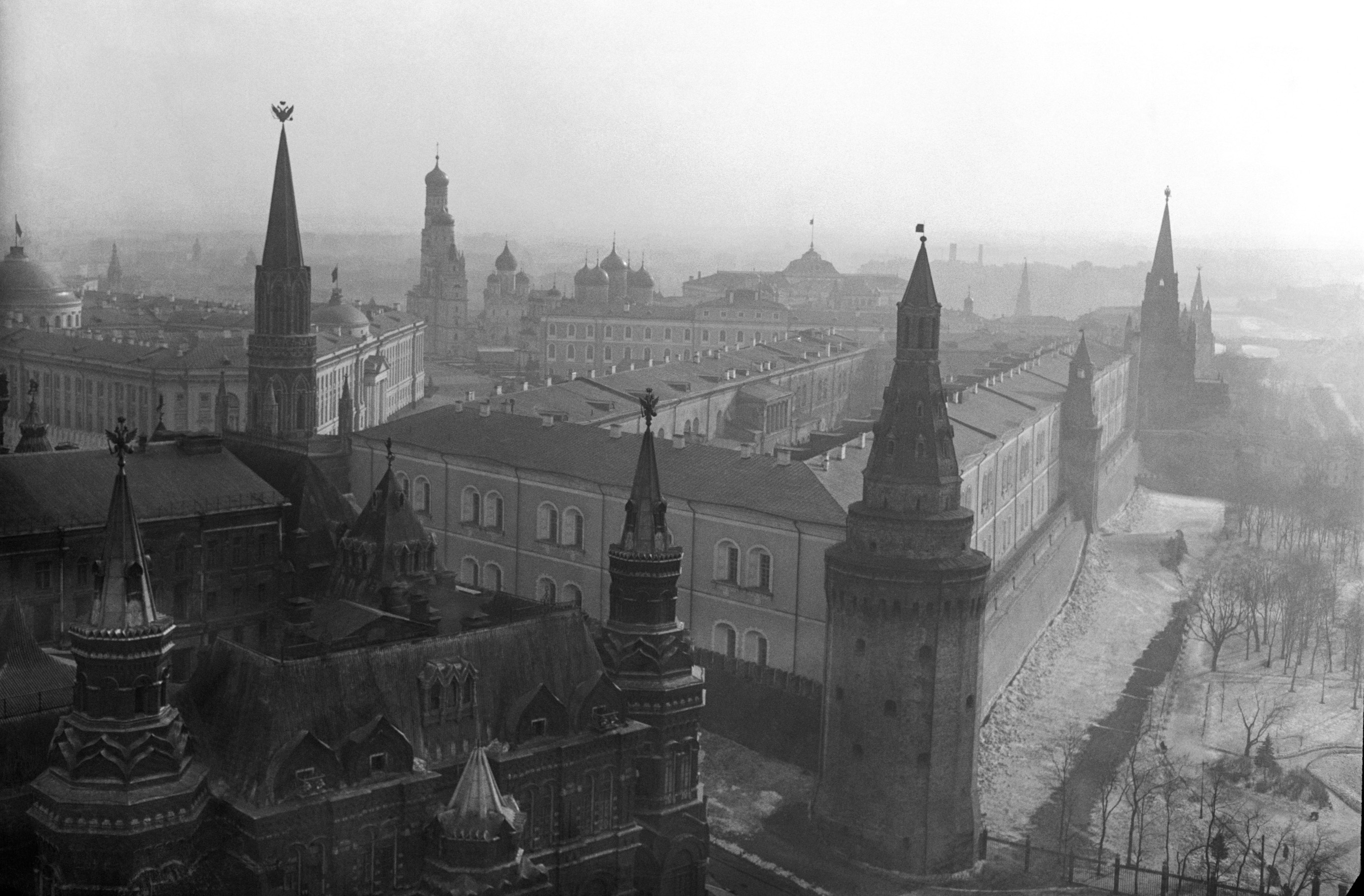
Фотография Кремля начала XX века

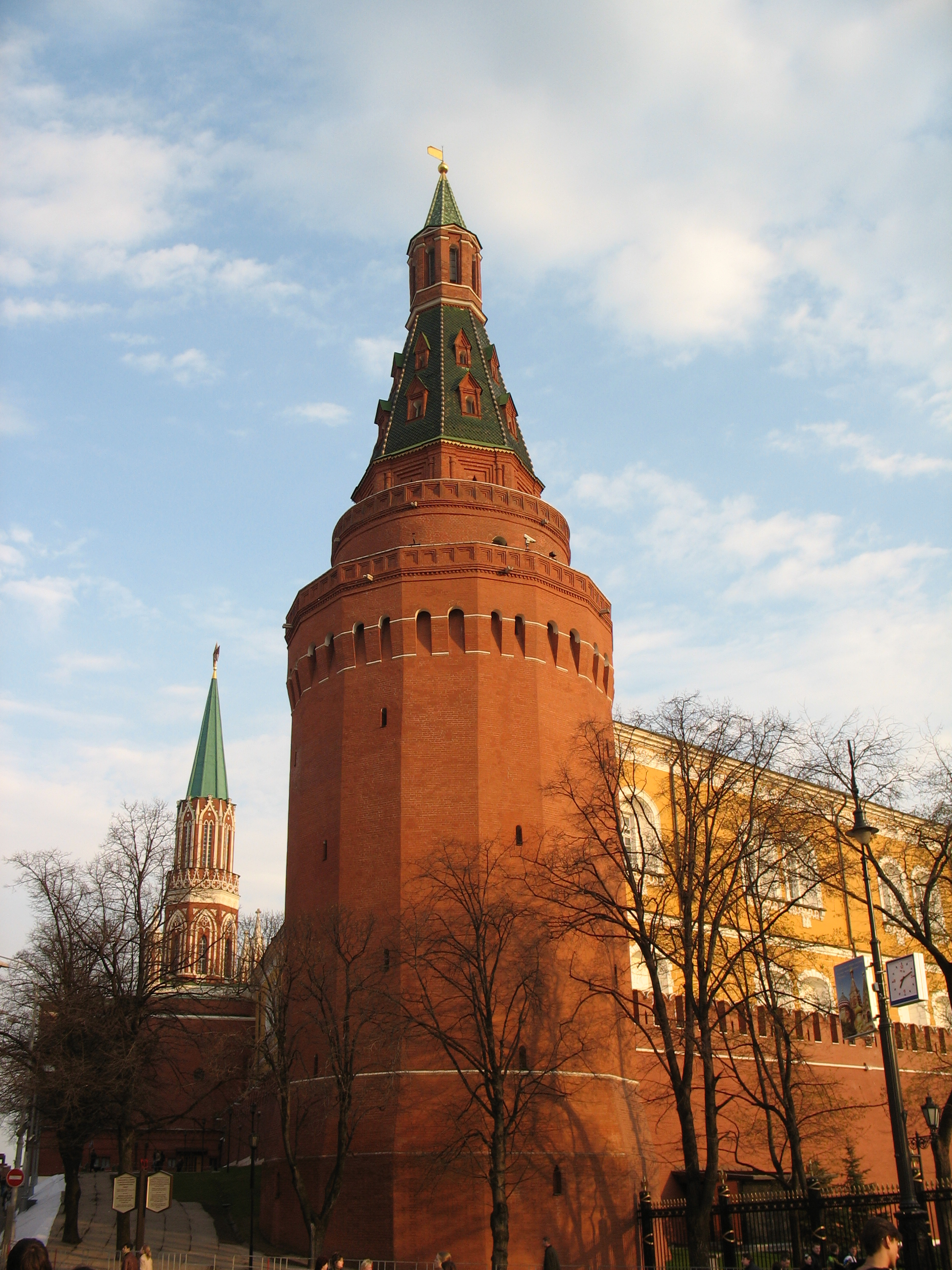
Вид на Угловую Арсенальную башню с Манежной площади, 2007

Во время революционных событий в Москве в октябре-ноябре 1917 года кремлёвские укрепления существенно пострадали. Большевики обстреливали стены и башни, в которых располагались боевые посты и пулеметные гнёзда юнкеров. Угловой Арсенальной башне удалось избежать разрушений при артобстреле.
В советский период башня несколько раз реставрировалась. Так, в 1921 году ремонтные работы проводились под руководством В. В. Корчагина, через два года — Ивана Аполлонова. Осенью 1933 года в Кремле произошёл несчастный случай — во дворе здания Правительства СССР под землю провалился красноармеец. После этого археолог Игнатий Стеллецкий исследовал кремлёвские подземелия, в результате которых под Угловой Арсенальной обнаружили разгрузочную арку, а также ранее замурованный выход в Александровский сад. Стеллецкий также нашёл каменный родниковый колодец диаметром в пять метров и глубиной в семь.
Во время Великой Отечественной войны Угловая Арсенальная башня не получила существенных повреждений от бомбардировок. 24 июня 1941 года в гарнизоне Кремля объявили первую воздушную тревогу, после чего были предприняты меры по маскировке объектов. В то же время Спасские, Боровицкие и Арсенальные ворота были помечены белой краской для ориентирования шофёров в тёмное время суток. В военное время скорость движения машин по территории Кремля ночью была ограничена до 5 км в час.
В ходе послевоенной реставрации 1948—1950-х годов амбразуры, расположенные в шести уровнях башни, были восстановлены в первоначальных формах. В 1975 году проводился ремонт колодца: сгнивший деревянный сруб было решено заменить на бетонный, улучшить систему водоотвода. На дне объёма был оборудован водосброс, который должен был предотвращать постоянное затапливание подземелья. Во время расчистки колодца археологи обнаружили ряд важных исторических артефактов: два воинских шлема, стремена и детали кольчуги конца XV века. Были найдены также порядка 200 крупных каменных ядер, датированных XIV веком.

## Современность
В 1990-х годах был проведён косметический ремонт кремлёвских крепостных сооружений. По воспоминаниям историка Сергея Девятова, «на Угловой Арсенальной башне тогда даже выросло дерево». В ноябре 2015-го завершилась более комплексная реставрация Угловой Арсенальной башни, в ходе которой обновили кирпичную кладку, белокаменный декор, верхнюю часть и башенный флюгер. Особого внимания специалистов потребовали стены, покрытые трещинами со времён подрыва Кремля Наполеоном.
Весной 2017 года в СМИ появилась фотография вывешенного активистами плаката с надписью «Национальная идея — феминизм» на Угловой Арсенальной башне. В комментарии радиостанции Эхо Москвы военный комендант московского Кремля Сергей Хлебников назвал фотографию монтажом, потому что «внутри Угловой Арсенальной башни дислоцируется подразделение президентского полка», а сама постройка представляет собой закрытый объект — забраться на неё невозможно.
В марте 2018-го у подножия Угловой Арсенальной башни была организована площадка для временного мемориала. Люди приносили цветы, свечи и детские игрушки в память о жертвах трагических событий в Кемерове.

## Архитектура башни

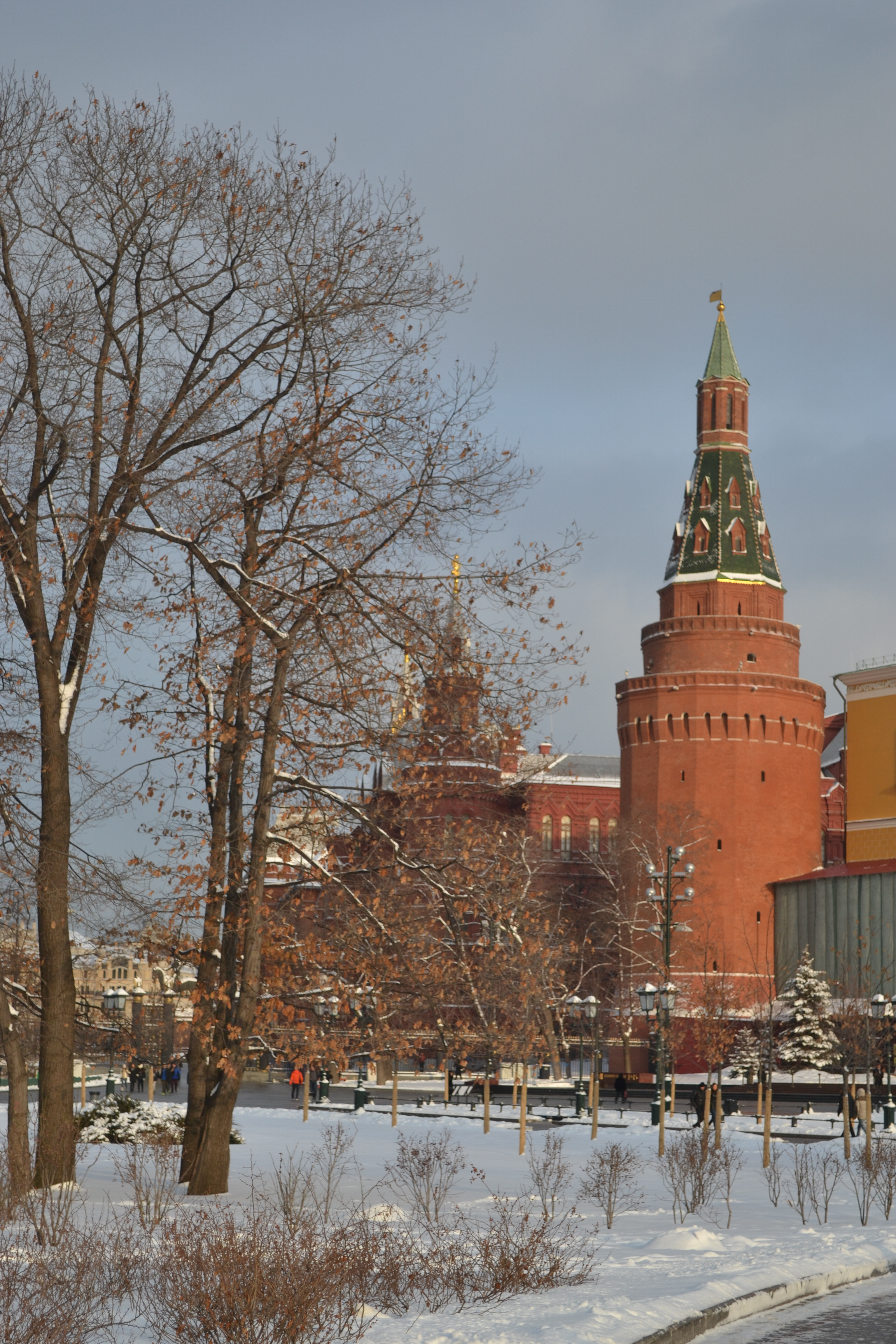
Вид на Угловую Арсенальную башню из сада, 2015

Основанием Угловой Арсенальной башни служит 16-гранный корпус цилиндрической формы с раструбами. Узкие плоскости граней не имели практического применения, однако делали внешний вид башни более стройным и подчёркивали её вертикальность.
Внизу цилиндра располагаются белокаменный цоколь и пояс. Толщина стен нижнего объёма достигает четырёх метров. В современной литературе иногда указывается 18 граней, однако это не подтверждается историческими чертежами из архивов Музеев Кремля. Верхняя часть состоит из двух ярусов — нижнего круглого и верхнего восьмигранного. Башня оборудована спаренными машикулями, заложенными в конце XVII века, и украшена парапетом с ширинками. Усечённый шатёр на каждой стороне имеет по два ряда окон, декорированных колоннами и фронтонами. Завершением башни служит восьмигранный шатрик, покрытый черепицей и увенчанный коронкой, яблоком и флюгером. Крепостное сооружение имеет гладкие наружные стены и полуциркульные окна. Обладая массивным объёмом и чёткими линиями, башня представляет собой произведение монументального искусства. Суровый внешний вид сооружения составляет видимый контраст со многими элементами архитектурного ансамбля Кремля.

### Внутреннее строение
Пространство нижнего объёма башни разделено надвое сферическими сводами. В верхней части сооружения отсутствуют помосты, ранее разделявшие её на ярусы.

### Размеры
В начале XX века историк Бартенев зафиксировал следующие размеры башни: высота — 29 саженей (это более 62 метров), число этажей — пять, периметр основы — 24, высота нижней части — 15, высота верхней части — 14 саженей. На 2018 год высота Угловой Арсенальной башни составляет 60,2 метра.